# 白节镇
白节镇，是中华人民共和国四川省泸州市纳溪区下辖的一个乡镇级行政单位。

## 行政区划
白节镇下辖以下地区：
百吉滩社区、高龙村、加鱼村、渔湾村、玉水村、柳林村、金田村、龙塘村、高峰村、回虎村、伏华村、兴桥村、赵坪村、来龙村、皇观村、青风村、七里村和团结村。